# 에사카 아타루
에사카 아타루(일본어: 江坂 任, 1992년 5월 31일~)는 일본의 축구 선수로 현재 파지아노 오카야마에서 미드필더로 활동하고 있으며 K리그 등록명은 아타루였다.

## 구단 경력
그는 2015년부터 J리그의 더스파구사쓰 군마, 오미야 아르디자, 가시와 레이솔, 우라와 레즈에서 뛰었다.

## 국가대표팀 경력
그는 2021년 3월 25일 대한민국과의 경기에서 일본 국가대표팀에 데뷔했다.

## 통계
| 일본 | 일본 | 일본 |
| 연도 | 출전 | 득점 |
| ---- | ---- | ---- |
| 2021 | 1    | 0    |
| 통산 | 1    | 0    |

## 수상

### 클럽
오미야 아르디자
- 일왕배 : 준결승 (2016)

가시와 레이솔
- J2리그 : 우승 (2019)
- J리그컵 : 준우승 (2020), 준결승 (2018)

우라와 레즈
- 일왕배 : 우승 (2021)
- J리그컵 : 준결승 (2021, 2022)
- 일본 슈퍼컵 : 우승 (2022)

울산 HD
- K리그1 : 우승 (2023), (2024)